# Исламизација
Исламизација је процес добровољног или насилног примања исламске вере, културне традиције и животних вредности.
Исламизација, као друштвени процес преобраћења у ислам је започела у 7. веку на Блиском истоку, а након тога се проширила на велике делове Африке и Азије и мањим делом Европе. Исламизацију су започели Арапи а наставили је бројни други народи који су прешли на ислам укључујући и Осмалније (Турке) који су исламизацију спроводили на Балкану. Највише преобраћених било је међу Албанцима: две трећине Албанаца (Арбанаса, Арнаута) временом је прихватило исламску веру. Ислам је у знатној мери прихваћен и међу Србима, а једним делом и међу Бугарима и Грцима. После великих ратова, прогона и одмазди на ислам се прелазило из нужде да се преживи.

## Неки примери исламизације код Срба
На Косову и Метохији, исламизирани житељи села Драјчићи су и као муслимани славили светог Јована, док им то хоџа није забранио. Житељи суседног Љубиња (Доње Љубиње и Горње Љубиње) су због притиска власти прешли на ислам, да не плаћају порез, а раније је цело село славило свету Петку. Гаши (племе) је славило св. Јована, Бериша (племе) је славило Успење пресвете Богородице, Краснићи светог Николу. Мркојевићи (племе) у данашњој Црној Гори су по писању Андрије Змајевића (1671. г.) сви били православци, а по извештају Вицка Змајевића, у истом племену у његово време има 140 кућа муслимана са 1000 чланова и 30 кућа православаца са 250 чланова. Иван Јастребов наводи три слична догађаја да су и неспоразуми са Црквом условили исламизацију. Мркојевићи су се потурчили крајем 18. века. Један од разлога исламизације је био и догађај када је поп служио за Васкрс литургију у другој цркви, без народа, а не у оној у којој се народ био скупио, како је о томе уочи празника било одлучено. У селу Селиште у Гори (Москопољско владичанство), митрополит им није послао попа на празник Васкрс да служи у цркви, а у селу Брод на Гори, митрополит призренски се није потрудио да им одреди свештеника за то село.
За време турског пописа становништва 1475.-1477. у Пљевљима (Таслиџи) пописано је 110 хришћанских и ниједно муслиманско домаћинство. Тек у попису из 1516. г. од 150 домаћинстава 130 је било хришћанских, а 20 муслиманских. 1570. г. пописани су конвертити у првом појасу као: Первана, син Милоша, Илијас, син Бојића, Хурем син Вуканов, Скендер, син Влатка, док је многима уз њихово име писало да су синови Абдулаха (божији робови, заправо нови муслимани). Попиз из 1585. г. показује 14 муслимана чијим очевима је било име Абдулах, а 8 муслимана су били синови Срба хришћана. Било је и оних који нису крили име оца па су пописани као Шаин, син Николе, Хасан Јованов, Мурат Милошев, Хамза, син Ђурин, Хасан, син Милоша... Људи су на ислам прелазили и да би избегли казне за своје злочине, као један пљачкаш Крсто који је постао Мемед (Мехмед). Пљачкао је крај око села Превалц. Опољци, поред муслиманских празника, нису се одрекли да празнују дан св. Ђора (Хурелес), св. Димитрија (Касим) и св. Николе 9. маја. Те дане нису славили по грегоријанском него по јулијанском календару. Призренски „Турци” су по Јастребову, још недавно славили та два празника, посебно св. Ђорђа (23. априла). Топовска паљба са цитаделе оглашавала је празник, нико тог дана није радио, радње и дућани су били позатварани. У Броду се славио св. Пантелејном (27. јула), а у Галичнику (29. јуна) дан св. Петра и Павла. Опољци су причали Јастребову да су до пре 30 година палили бадњаке (палибожић). Кадије су признавале право Горанцу једино ако овај постане муслиман. Неки су се турчили само да би победили у парници, макар право и не било на њиховој страни. Ту људску слабост су експлоатисале кадије и власти у Призрену. Читава села су исламизирана након сеобе Срба, у време патријарха Арсенија Јовановића, као и након укидања Пећке патријаршије. Видевши да су изгубили и народну патријаршију као центар њихове вере, изгубили су сваку наду у бољу будућност и пали су духом. Новопостављене грчке владике (фанариоти) нису мариле за народ него само за приходе и у том контексту Јастребов помиње и тадашњег митрополита Мелетија. Иако им попови нису долазили, Брођани су славили дан свеца (славу), ломили колач и испред порушених цркава се причешћивали тим колачем поливајући га вином. Хришћанство се и у Броду угасило смрћу митрополита призренског Јоаникија - родом Србина. Последња хришћанска душа у селу Броду издахнула је крајем 1855. - старица Божана (Марија), која је до своје смрти живела са својом потурченом децом, унучадима и рођацима. Њен син Славко је постао Селим, Гаврило - Халилеј, Катарина - Кадима, а друга кћер није ни имала хришћанско име. Отац јој није дозволио да јој се да хришћанско име и да се крсти, иако никако није могао да потурчи своју жену а њихову мајку, Божану. Јастребов описује и настојања Реџеп-паше да потурчи и Брођане, како је то већ учинио са Растеличанима. Противника је налазио у младом, богатим и паметном Брођанину Петку који га је одвраћао од тога поклонима. Лукави паша је у Брод послао, преко својих шпијуна, лажну вест о својој смрти. Сви су се обрадовали смрти свог зликовца па и Петко, због чега је паша осудио Петка на смртну казну због лицемерног пријатељства, па га је једино потурчивање могло спасити од сигурне смрти. Причало се да је тај Петко био први ренегат у селу Броду. У селу Коњухе се десила исламизација и повратак у православље породице Фатић. Сиромашну удовицу са три синчића, Стоју Мијомановић из села Дулипоље су потурице врбовале 1710. године да пређе у ислам, обећавајући јој привилегије. Добила је име Фата, а по њој синови се назваше Фатићи. Зуло Фатић се покрстио 1825. године и добио је име Петар. Осуђиван због тога од осталих муслимана преселио је у православно село. Осим једнога Спаха, сви Фатићи су се покрстили. Петар је умро у дубокој старости 1853. године и сахрањен је у селу Коњухе. Иван Јастребов спомиње да су и ренегати давали прилоге манастиру Св. Тројице у Мушутишту у спомен својих родитеља, нпр. из села Гунцат: Писа Сула и Дема своје родителе Гунића Марка, Витану, Недељка...